# جاك بيركنز
جاك بيركنز (بالإنجليزية: Jack Perkins)‏ هو ممثل أمريكي، ولد في 19 سبتمبر 1921 بميدفورد في الولايات المتحدة، وتوفي في 7 مايو 1998 بفان نويس في الولايات المتحدة.

## نشأة
ولد في ميدفورد ، ويسكونسن ، وخدم بيركنز في سلاح مشاة البحرية الأمريكية خلال الحرب العالمية الثانية. ثم ذهب إلى ما يُعرف الآن بجامعة ويسكونسن - أو كلير حيث لعب كرة القدم ثم لعب كرة القدم مع فريق شيكاغو روكتس.

## أعمال

### أفلام
- (1960) سبارتاكوس[3][4]
- (1965) السباق العظيم

### مسلسلات
- أيام سعيدة
- باتمان

## وصلات خارجية
- جاك بيركنز على موقع IMDb (الإنجليزية)
- جاك بيركنز على موقع ألو سيني (الفرنسية)
- جاك بيركنز على موقع تيرنر كلاسيك موفيز (الإنجليزية)
- جاك بيركنز على موقع أول موفي (الإنجليزية)
- جاك بيركنز على موقع قاعدة بيانات الأفلام السويدية (السويدية)
- جاك بيركنز على موقع قاعدة بيانات الفيلم (الإنجليزية)
- جاك بيركنز على موقع كينوبويسك (الروسية)